# Spiraea insularis
Spiraea insularis är en rosväxtart som först beskrevs av Takenoshin Nakai, och fick sitt nu gällande namn av H.Shin, Y.D.Kim och S.H.Oh. Spiraea insularis ingår i släktet spireor, och familjen rosväxter. Inga underarter finns listade i Catalogue of Life.